# Ladyginia gigantea
Ladyginia gigantea là một loài thực vật có hoa trong họ Hoa tán. Loài này được (Leute) Pimenov & Kljuykov mô tả khoa học đầu tiên năm 1992.